# Herb gminy Pępowo
Herb gminy Pępowo – jeden z symboli gminy Pępowo, ustanowiony 2 października 1997.

## Wygląd i symbolika
Herb przedstawia na tarczy dzielonej w słup w polu lewym czerwonym złotego wspiętego konia, natomiast w polu prawym złotym czerwoną wieżę kościelną (pochodzącą z Pępowa) na zielonym wzgórzu.